# Canabrava do Norte
Canabrava do Norte es un municipio brasileño del estado de Mato Grosso. Su población estimada en 2004 era de 6.059 habitantes.